# Antonio Felice Zondadari (1740–1823)
Antonio Felice Zondadari (ur. 14 stycznia 1740 w Sienie, zm. 13 kwietnia 1823 tamże) – włoski kardynał.

## Życiorys
Urodził się 14 stycznia 1740 roku w Sienie, jako syn Giuseppego Flavia Zondadariego i Violante Gori. Studiował na La Sapienzy, gdzie uzyskał doktorat utroque iure. Po studiach został referendarzem Trybunału Obojga Sygnatur i inkwizytorem na Malcie. 23 grudnia 1780 roku przyjął święcenia diakonatu, a 16 marca 1782 – prezbiteratu. 19 grudnia 1785 roku został wybrany tytularnym arcybiskupem Adany, a dwa dni później przyjął sakrę. Rok później został mianowany asystentem Tronu Papieskiego i nuncjuszem we Flandrii. Na początku 1787 roku rząd oskarżył go o zwalczanie febronianizmu, przez co został wygnany i osiadł w Liège, a następnie w Rzymie. W 1791 roku powrócił do Flandrii i pozostał tam przez cztery lata. W 1795 roku został mianowany arcybiskupem Sieny. 23 lutego 1801 roku został kreowany kardynałem in pectore. Jego promocja na kardynała prezbitera została ogłoszona na konsystorzu 28 września i nadano mu kościół tytularny Santa Balbina. Wziął udział w ślubie Napoleona Bonapartego i Marii Ludwiki Austriaczki, dzięki czemu mógł zachować prawo do noszenia czerwonych szat kardynalskich. Zmarł 13 kwietnia 1823 roku w Sienie.